# 1999 BE5
1999 BE5 är en asteroid i huvudbältet som upptäcktes den 19 januari 1999 av den amerikanske astronomen Dennis K. Chesney i High Point.